# Micropterix elegans
Micropterix elegans és una espècie d'arna de la família Micropterigidae. Va ser descrita per Stainton l'any 1867.
És una espècie endèmica d'Israel.
Els adults són importants pol·linitzadors de Cyclamen persicum. S'alimenten de pol·len, copulen i ovipositan a les flors. Es creu que el gènere Cyclamen va perdre els pol·linitzadors originals per raons històriques desconegudes. El nínxol vacant el van ocupar diversos consumidors de pol·len no especialitzades com ara tisanòpters, sirfids i petites abelles solitàries. Aquests no són específics de  C. persicum i sembla que tenen un paper més secundari, mentre que M. elegans estrictament es basa en Cyclamen i sembla el pol·linitzador més eficient.